# Sylvester Weaver
Sylvester Weaver (* 25. Juli 1897 in Louisville, Kentucky; † 4. April 1960 ebenda) war ein US-amerikanischer Bluesgitarrist und Pionier des Country Blues. 

## Leben und Wirken
Am 23. Oktober 1923 spielte er gemeinsam mit der Bluessängerin Sara Martin in New York die 78er „Longing for Daddy Blues“ / „I’ve Got to Go and Leave My Daddy Behind“ ein, zwei Wochen darauf als Solist die Platte „Guitar Blues“ / „Guitar Rag“; beide Aufnahmen wurden auf Okeh Records veröffentlicht. Diese Aufnahmen stellen die ersten Country-Blues-Aufnahmen überhaupt dar. Insbesondere das (eigentlich auf einem Gitarrenbanjo eingespielte) Stück „Guitar Rag“ zählt bis heute zu den Klassikern des frühen Blues, eine Bearbeitung aus den 1930er Jahren von Bob Wills and the Texas Playboys wurde als „Steel Guitar Rag“ zu einem Country-Standard.
Bis 1927 nahm Weaver, teils mit Sara Martin, teils als Solist, rund 50 weitere Stücke auf, bei einigen Aufnahmen aus dem Jahr 1927 wurde er von einem weiteren Gitarristen, Walter Beasley, sowie der Sängerin Helen Humes begleitet. Weaver bediente sich häufig des Bottleneck-Stils, wobei er ein Taschenmesser verwendete. Seine Einspielungen waren auf dem Schallplattenmarkt erfolgreich, 1927 jedoch zog er sich aus dem Geschäft zurück nach Louisville, wo er bis zu seinem Tod 1960 lebte. Obgleich viele Interpreten des Country Blues ab den 1950er Jahren ein wieder zunehmendes Interesse an ihrer Musik erfuhren, starb Weaver in Vergessenheit. Erst 1992 erschien sein Gesamtwerk auf 2 CDs, im selben Jahr erhielt sein (zuvor anonymes) Grab auf Betreiben der in Louisville ansässigen Kentucky Blues Society einen Grabstein. Die KBS verleiht des Weiteren seit 1989 jedes Jahr den Sylvester Weaver Award an Personen, die sich um den Blues verdient gemacht haben.

## Werke
- Complete Recorded Works Vol. 1 (1923–1927) (Document Records, ed. 1992)
- Complete Recorded Works Vol. 2 (1927) (Document Records, ed. 1992)